# Meana di Susa
Meana di Susa (piemontesisch und frankoprovenzalisch Meana, französisch Méans) ist eine Gemeinde in der italienischen Metropolitanstadt Turin (TO), Region Piemont.

## Lage und Einwohner
Meana di Susa liegt 57 km westlich von Turin im Susatal. Die Gemeinde gehört zur Berggebietsgemeinschaft Comunità Montana Alta Valle di Susa. Das Gemeindegebiet umfasst eine Fläche von 17,73 km² und hat 810 Einwohner (Stand 31. Dezember 2023). 21 kleinere Dörfer und Weiler zählen noch zur Gemeinde.
Maena di Susa liegt an der Bahnstrecke Turin-Bardonecchia. Die Bahnstrecke wurde am 9. Dezember 2012, als Linie 3, der Turiner Stadtbahn wiedereröffnet und am 10. September 2017 weiter bis zum französischen Bahnhof Modane verlängert.
Die Nachbargemeinden sind Susa, Gravere, Mattie, Usseaux und Fenestrelle.

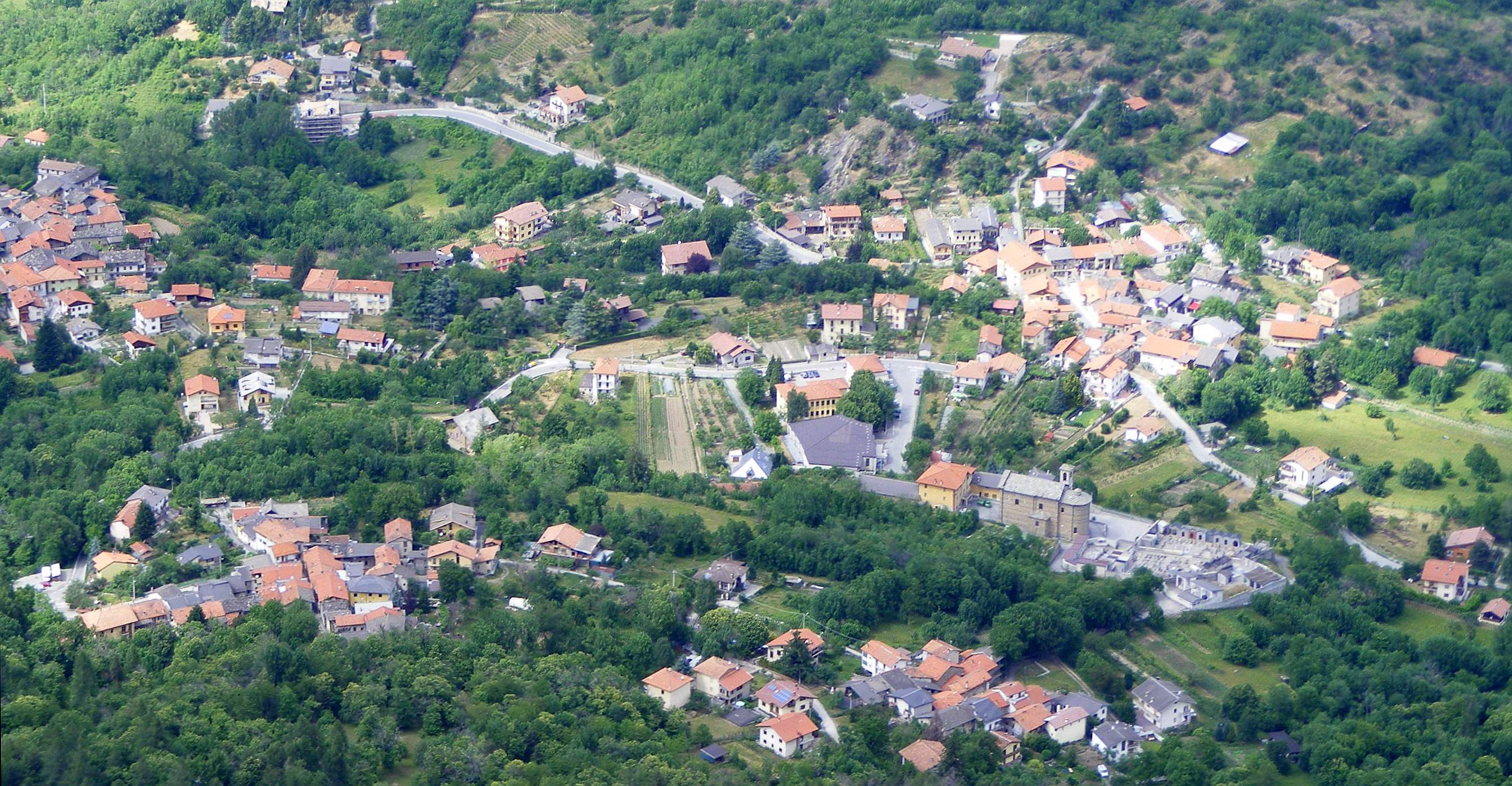
Panorama

## Geschichte

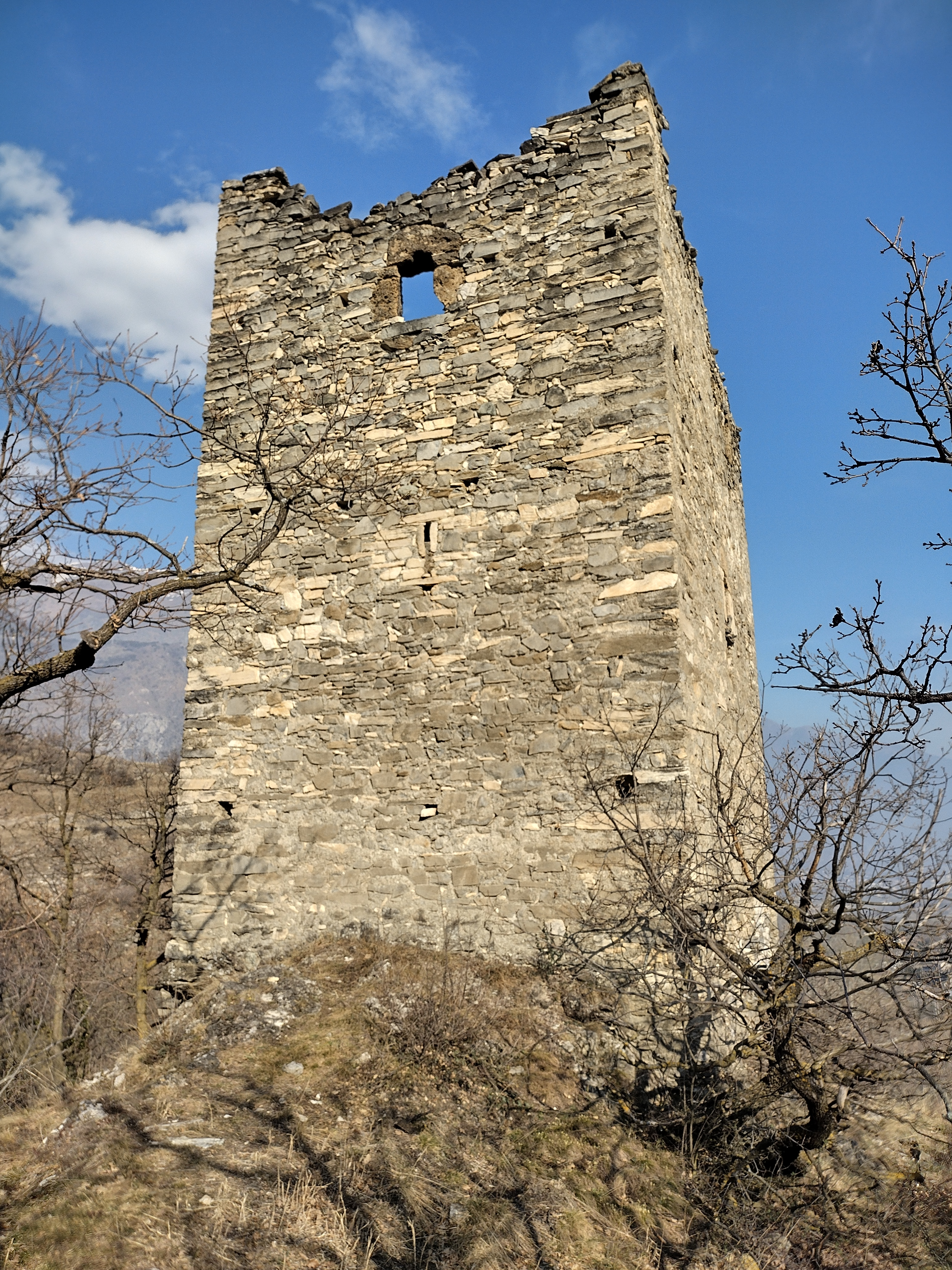
Torre delle Combe

Auf dem Gebiet von Meana di Susa wurde eine Nekropole aus dem 1.–2. Jahrhundert n. Chr. gefunden, die mit der Besiedlung des römischen Segusium in Verbindung steht.
Zwischen dem 14. und 18. Jahrhundert lebte in Meana eine große Waldensergemeinde auf dem Gemeindegebiet. Die Pfarrkirche Santa Maria Assunta stammt jedoch aus dem 18. Jahrhundert, verfügt noch über den alten, bereits vorhandenen romanischen Glockenturm.
Der Weiler Suffis gilt als der älteste und beherbergte wahrscheinlich die Markgrafen von Ripa, Feudalherren von Meana, die 1630 ihren Namen von der Ortschaft erhielten, deren Namen sie noch heute verwenden. Der Torre delle Combe ist ein Turm mit militärischem Aussehen, der jedoch wahrscheinlich eher zur leichten Kommunikation über Lagerfeuer als zu Verteidigungszwecken errichtet wurde. Er stammt aus dem Mittelalter, wahrscheinlich aus dem 13. Jahrhundert.